# Henrik Møllgaard
Henrik Møllgaard Jensen (ur. 2 stycznia 1985 r. w Gredstedbro) – duński piłkarz ręczny, reprezentant kraju, grający na pozycji środkowego rozgrywającego. Od 2018 roku jest zawodnikiem Aalborg Håndbold.
Uczestnik dwóch igrzysk olimpijskich: (Rio de Janeiro 2016, Tokio 2020), na których zdobył dwa medale – złoty i srebrny.

## Sukcesy

### Reprezentacyjne
Igrzyska olimpijskie:
- Rio de Janeiro 2016
- Tokio 2020
- Paryż 2024

Mistrzostwa świata:
- Niemcy/Dania 2019, Egipt 2021, Polska/Szwecja 2023
- Hiszpania 2013

Mistrzostwa Europy:
- Dania 2014, Niemcy 2024
- Słowacja/Węgry 2022

Mistrzostwa świata U-21:
- Węgry 2005

### Klubowe
IHF Super Globe:
- 2016

Liga Mistrzów:
- 2016/2017
- 2015/2016, 2017/2018

Mistrzostwa Danii:
- 2005/2006, 2008/2009, 2009/2010
- 2012/2013

Puchar Danii:
- 2005/2006, 2006/2007, 2014/2015
- 2011/2012, 2012/2013

Mistrzostwa Francji:
- 2015/2016, 2016/2017, 2017/2018

Puchar Francji:
- 2017/2018
- 2015/2016

## Nagrody indywidualne
- Najlepszy obrońca Mistrzostw Europy 2016